# Burgred af Mercia
Burgred (også Burhred eller Burghred; oldengelsk: Burhræd) var en angelsaksisk konge af Mercia fra 852 til 874.
Burgred blev konge af Mercia i 852, og han kan have været i familie med sin forgænger Beorhtwulf. Efter påske i 853 giftede han sig med Æthelswith, datter af Æthelwulf, konge over vestsakserne. Brylluppet blev fejret i kongens residens i Chippenham i Wessex.

## Liv
I 853 sendte Burgred budbringere til Æthelwulf, konge i Wessex, for at få hjælp til at undertvinge sig waliserne, der boede mellem Mercia og det vestlige have, da de gjorde oprør mod hans styre. Kong Æthelwulf hjalp straks Burgred mod waliserne og de slog oprøret ned.
I 865, 12 år efter Burdreds succes mod waliserne, ankom den store hedenske hær. Efter succesfulde togter i East Anglia og Northumbria gjorde de fremtog i Mercia, og ankom til Nottingham i 867. Burgred appellerede derefter til sin svogere, kong Æthelred af Wessex og Alfred for at få hjælp. Wessex' og Mercias hære fik ikke kæmpet meget, da Burgred betalte invasionsstyrken for at forlade landet. I 874 marcherede vikingerne fra Lindsey til Repton og drev Burgred ud af sit kongerige.
Efter Burgred havde forladt Mercia udnævnte vikingerne Ceolwulf til at overtage tronen, og tvang ham til at sværge troskab til dem. Burgred rejste til om og døde der. Ifølge den Angelsaksiske Krønike, blev han begravet i "Sancta Marias Kirke" (nu Santo Spirito in Sassia) i Rom.
Der er blevet fundet flere enkelte mønter slået under Burgrud, mens hans mønter findes kun sjældent i depotfund. I 1998 blev der gjort et depotfund med mønter fra Burgred-mønter af University of Birmingham Field Archaeology Unit nær Banbury Castle.